# Mianmar az 1992. évi nyári olimpiai játékokon
Mianmar a spanyolországi Barcelonában megrendezett 1992. évi nyári olimpiai játékok egyik részt vevő nemzete volt. Az országot az olimpián 2 sportágban 4 sportoló képviselte, akik érmet nem szereztek.

## Atlétika
Férfi
| Versenyző | Versenyszám | Eredmény | Helyezés |
| --------- | ----------- | -------- | -------- |
| Myint Kan | Maraton     | 2:37:39  | 77.      |

Női
| Versenyző      | Versenyszám     | Előfutam | Előfutam | Előfutam | Elődöntő | Elődöntő | Elődöntő | Döntő    | Döntő    |
| Versenyző      | Versenyszám     | Idő      | Hely.    | Össz.    | Idő      | Hely.    | Össz.    | Idő      | Helyezés |
| -------------- | --------------- | -------- | -------- | -------- | -------- | -------- | -------- | -------- | -------- |
| Khin Khin Htwe | 1500 m          | 4:18,81  | 12.      | 29.      | kiesett  | kiesett  | kiesett  | kiesett  | kiesett  |
| Khin Khin Htwe | 3000 m          | 9:31,70  | 10.      | 28.      |          |          |          | kiesett  | kiesett  |
| Ma Kyin Lwan   | 10 km gyaloglás |          |          |          |          |          |          | kizárták | kizárták |

## Cselgáncs
Női
| Versenyző       | Versenyszám | Selejtező                           | Nyolcaddöntő      | Negyeddöntő       | Elődöntő          | Vigaszág nyolcaddöntő | Vigaszág negyeddöntő | Vigaszág elődöntő | Bronz- mérkőzés   | Döntő             | Helyezés |
| Versenyző       | Versenyszám | Ellenfél Eredmény                   | Ellenfél Eredmény | Ellenfél Eredmény | Ellenfél Eredmény | Ellenfél Eredmény     | Ellenfél Eredmény    | Ellenfél Eredmény | Ellenfél Eredmény | Ellenfél Eredmény | Helyezés |
| --------------- | ----------- | ----------------------------------- | ----------------- | ----------------- | ----------------- | --------------------- | -------------------- | ----------------- | ----------------- | ----------------- | -------- |
| Thant Phyu Phyu | Váltósúly   | Gella Vandecaveye (BEL) · 0000-1000 | kiesett           | kiesett           | kiesett           |                       |                      |                   |                   |                   | 20.      |